# Matt Gilroy
Matthew J. Gilroy (ur. 20 lipca 1984 w Mineola) – amerykański hokeista, reprezentant Stanów Zjednoczonych, olimpijczyk, trener.

## Kariera hokejowa
- New York Apple Core (2001-2004)
- Walpole Stars (2004-2005)
- U.S. National U17 Team (2003-2005)
- Boston University Terriers (2005-2009)
- New York Rangers (2009-2011)
- Hartford Wolf Pack (2009/2010)
- Tampa Bay Lightning (2011-2012)
- Ottawa Senators (2012)
- Connecticut Whale (2012/2013)
- New York Rangers (2013)
- Florida Panthers (2013)
- San Antonio Rampage (2013-2014)
- Atłant Mytiszczi (2014-2015)
- Spartak Moskwa (2015-2017)
- Jokerit (2017-2018)
- Rapperswil-Jona Lakers (2018-2019)

W młodości uprawiał także lacrosse. W hokeju na lodzie początkowo grał w lidze EJHL. Od 2005 do 2009 przez cztery sezony występował w akademickiej lidze NCAA w barwach zespołu z Uniwersytetu Bostońskiego, a w ostatniej edycji był kapitanem drużyny. Od 2009 grał w NHL, najpierw przez dwa lata w New York Rangers, a potem w innych klubach, a ponadto w lidze AHL. W czerwcu 2014 przeszedł do rosyjskiego klubu Atłanta Mytiszczi w rozgrywkach KHL. Rok potem został zawodnikiem Spartaka Moskwa. Po dwóch sezonach tamże, od lipca 2017 był zawodnikiem fińskiego Jokeritu, także w KHL. W maju 2018 podpisał kontrakt ze szwajcarskim Rapperswil-Jona Lakers. Po sezonie w kwietniu 2019 odszedł z klubu.
W barwach reprezentacji seniorskiej Stanów Zjednoczonych uczestniczył w turniejach mistrzostw świata edycji 2010, zimowych igrzysk olimpijskich 2018.
Po zakończeniu kariery zawodniczej został asystentem trenera w drużynie 14UAAA klubu Los Angeles Kings.

## Życie prywatne
Urodził się w Mineola jako jedno z siedmiu dzieci Franka (koszykarza), draftowany do NBA przez Philadelphia 76ers) i Peggy. Jego z jego braci, Frank Jr., był koszykarzem
W swojej karierze Matt Gillroy występował z numerem 97 dla upamiętnienia swojego brata Timmy’ego, który w wieku ośmiu lat poniósł śmierć w wyniku upadku z roweru (do tego czasu obaj bracia używali numerów 97 i 98).
Żonaty z Jenny Taft (ur. 1987, córka hokeisty Johna Tafta, reprezentanta USA, olimpijczyka z 1976), osobowością telewizyjną stacji Fox Sports 1.

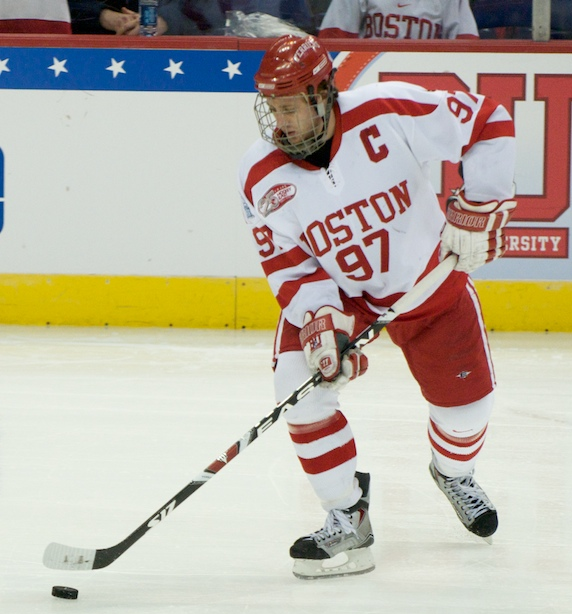
Matt Gilroy w barwach Boston University (2009)

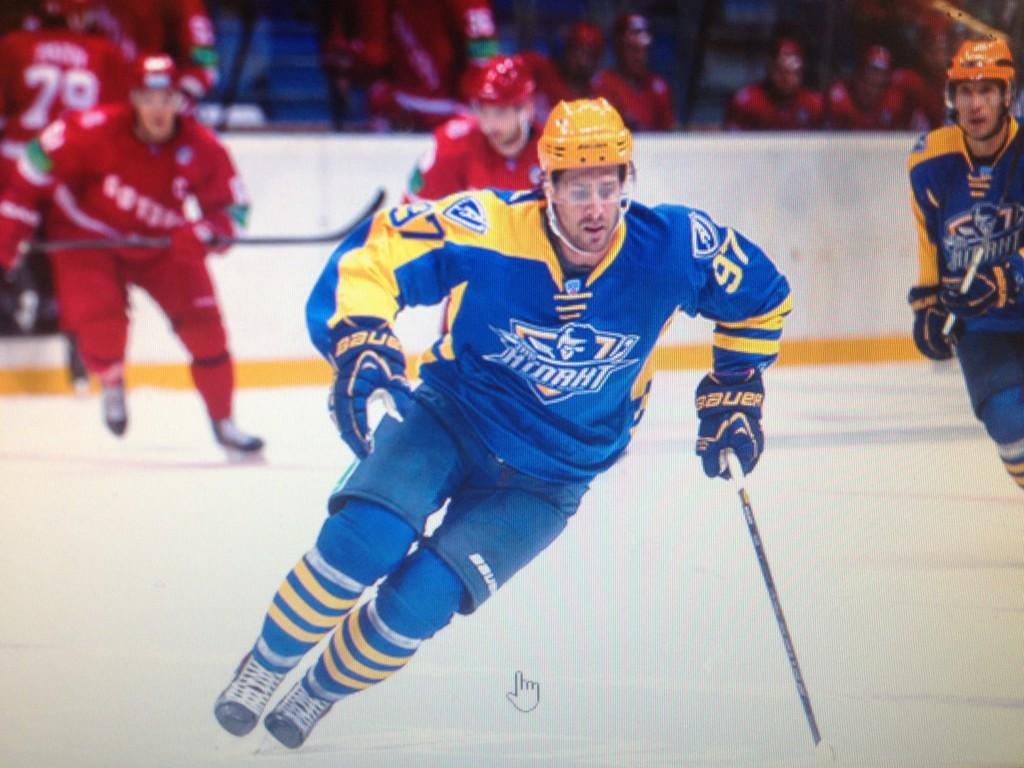
Matt Gilroy w barwach Atłant Mytiszczi (2014)

## Sukcesy
Klubowe
- Mistrzostwo NCAA (Hockey East): 2006, 2009 z Boston University Terriers
- Mistrzostwo NCAA: 2009 z Boston University Terriers

Indywidualne
- NCAA 2006/2007:
  - Drugi skład gwiazd (East)
  - Pierwszy skład gwiazd (Hockey East)
- NCAA 2007/2008:
  - Pierwszy skład gwiazd Amerykanów (East)
  - Pierwszy skład gwiazd (Hockey East)
- NCAA 2008/2009:
  - Pierwszy skład gwiazd Amerykanów (East)
  - Pierwszy skład gwiazd (Hockey East)
  - Najlepszy obrońca NCAA (New England)
  - Skład Gwiazd NCAA (New England) D1
  - Walter Brown Award NCAA (New England)
  - Hobey Baker Award – najlepszy zawodnik kolegialny NCAA
- Mistrzostwa Świata w Hokeju na Lodzie 2010/Elita:
  - Pierwsze miejsce w klasyfikacji strzelców wśród obrońców turnieju: 3 gole[11]
  - Trzecie miejsce w klasyfikacji kanadyjskiej wśród obrońców turnieju: 4 punkty
- KHL (2014/2015):
  - Najlepszy obrońca tygodnia – 28 grudnia 2014
  - Mecz Gwiazd KHL
- KHL (2015/2016):
  - Najlepszy obrońca tygodnia – 20 września 2015
- KHL (2016/2017):
  - Mecz Gwiazd KHL
  - Trzecie miejsce w klasyfikacji asystentów wśród obrońców w sezonie zasadniczym: 31 asyst
  - Drugie miejsce w klasyfikacji kanadyjskiej wśród obrońców sezonie zasadniczym: 38 punktów
- KHL (2017/2018):
  - Czwarte miejsce w klasyfikacji asystentów w fazie play-off: 10 asyst
  - Pierwsze miejsce w klasyfikacji asystentów wśród obrońców w fazie play-off: 10 asyst
  - Pierwsze miejsce w klasyfikacji kanadyjskiej wśród obrońców w fazie play-off: 11 punktów